# Temburong-Brücke
Die Temburong-Brücke (englisch Temburong Bridge, malaiisch Jambatan Temburong, Jawi جمبتن تمبوروڠ) ist eine Brücke in Brunei. Seit der  Fertigstellung im März 2020 verbindet sie den Distrikt Brunei-Muara um die Hauptstadt Bandar Seri Begawan (4° 55′ 37,7″ N, 115° 0′ 49,5″ O) mit dem Distrikt Temburong (4° 50′ 48,2″ N, 115° 6′ 45,9″ O) über die Brunei Bay.
Die Baukosten werden mit 1,4 Milliarden US-Dollar angegeben, was die Brücke zum teuersten Verkehrsinfrastrukturprojekt Bruneis macht. Gebaut wurde die Brücke vom chinesischen Staatsunternehmen China State Construction Engineering Corporation.

## Hintergrund
Eine Verbindung zwischen den beiden Distrikten Brunei-Muara und Temburong war zuvor nur auf dem Seeweg per Schiff möglich. Temburong ist eine bruneiische Exklave in Malaysia. Die Brücke beseitigt die Durchführung der hinderlichen und zeitraubenden Ein- und Ausreiseformalitäten im malaiischen Limbang.

## Verkehrsplanung
Eine 3,6 Kilometer lange Straßenverbindung mit zwei Tunneln soll die bruneiische Hauptstadt Bandar Seri Begawan an das neue Brückenbauwerk anschließen. Die Brücke führt mit einem 14,5 Kilometer langen Viadukt über die Brunei Bay bis nach Temburong. In Temburong soll eine 11,8 Kilometer lange Straße mit zwei weiteren Brücken an Jalan Labu anschließen. Andere Quellen sprechen von einer Viaduktlänge von 18 km und weiteren 12 km an Land.